# Kámon
Kámon Szombathely városrésze 1950 óta. Előtte Vas vármegye Szombathelyi járásának egyik kisközsége volt.

## Elhelyezkedése
A település a Gyöngyös patak völgyében található. Dél felé összenőtt Szombathellyel, észak felé pedig az ugyancsak 1950-ben a város részévé vált Herénnyel. A falu mellett fut a 87-es főút, Kámon megállóhelyen pedig a Szombathely–Kőszeg-vasútvonal vonatai állnak meg. Szombathely és Kámon közt futott 1960. előtt a Szombathely–Pinkafő-vasútvonal.
Érdekesség, hogy Kámont is érintette volna az 1847-ben tervezett Sopron-Kőszeg-Szombathely-Rum-Zalaszentgrót-Nagykanizsa vasútvonal.

## Helyi járat
Kámont a szombathelyi buszjáratok közül 2017-ben az 1C és a 30Y járatai járják.

## Látnivalók
- Kámoni arborétum